# Ingeniería de organización industrial
La ingeniería de Organización Industrial es una rama de la ingeniería que acerca la ciencia y la tecnología a las organizaciones haciendo de puente entre el conocimiento tecnológico, las necesidades de la sociedad y la gestión empresarial.
La titulación de Ingeniería de Organización Industrial en España era de segundo ciclo (R.D. 1401/1992, de 20 de noviembre), es decir, el acceso a esta titulación se realizaba desde los primeros ciclos de las Ingenierías Superiores, desde las Ingenierías Técnicas y desde la Arquitectura Técnica.
La titulación tiene su origen en la especialidad en Organización Industrial de la carrera de Ingeniería Industrial en el plan de estudios de 1964. También es posible el acceso desde otras carreras realizando algunas asignaturas como complementos de formación. El éxito de la especialidad aconsejó darle una identidad propia en un segundo ciclo, consiguiendo una mayor especialización.
Actualmente se accede exclusivamente a esta titulación mediante el grado especialista en Ingeniería en Organización Industrial que posee los conocimientos comunes a la rama industrial y los específicos de esta especialidad.

## Orígenes e historia de la ingeniería de Organización Industrial
La función del ingeniero como gestor de procesos y organizaciones industriales es reconocida desde antiguo. Ya en 1886, H. R. Towne presenta en la ASME (American Society of Mechanical Engineers) su comunicación clásica, “The engineer as economist”. La misma se resume en la expresión, “El tema de la gestión de plantas de fabricación es tan importante como el de su ingeniería”. 
En 1908 se crean en Penn State University los estudios de Ingeniería Industrial, adoptando como núcleo central y diferenciador de los mismos las enseñanzas de Frederick W. Taylor relativas a la “Organización Científica del Trabajo” y “Dirección Científica de la Producción”. 

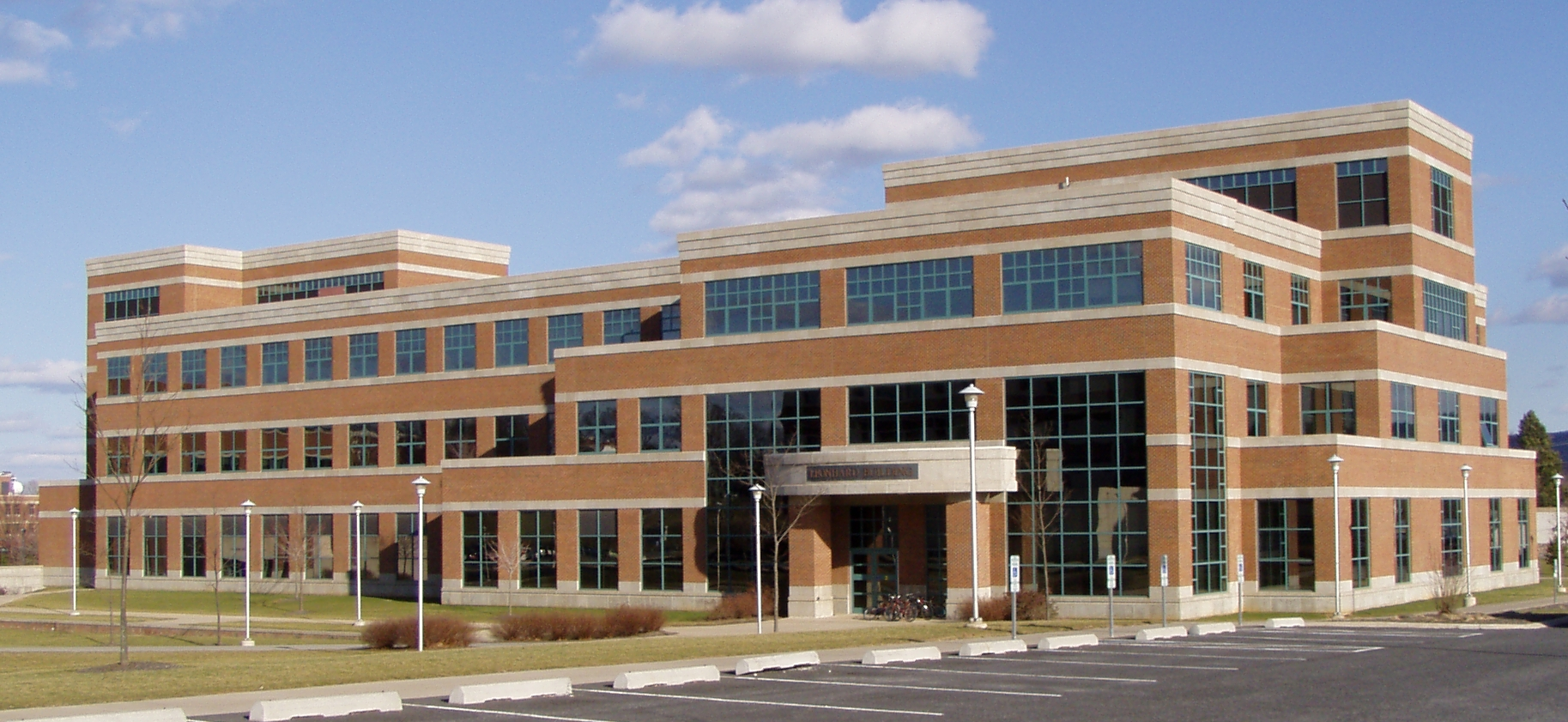
Universidad de Pennsilvania. Industrial Engineering

Los estudios de Ingeniería Industrial con esta orientación de organización industrial prosperan en Estados Unidos tanto por el número de universidades que imparten esta enseñanza como por la demanda de este tipo de profesionales. Sin embargo dichos estudios no tienen el mismo desarrollo en Europa y desde luego tampoco en España. No es hasta 1955 que se crea la Escuela de Organización Industrial dependiente del Ministerio de Industria; empieza a impartir este tipo de enseñanzas en cursos de postgrado. Y es en 1964 cuando se crea la ingeniería en Organización Industrial como una especialidad más de los estudios de ingeniería Industrial junto a las clásicas de ingeniería Mecánica, ingeniería de Organización Industrial (Industrial Engineering), Eléctrica-Electrónica, Química, Textil y otras nuevas como Metalurgia y Técnicas Energéticas.
La UNESCO en su documento de 1979, “Formation des Ingenieurs et environment: Tendences et perspectives” definía los tipos de ingenieros por la función que realizan: Ingeniero de Proyecto, Ingeniero de Fabricación, Ingeniero de Gestión, Ingeniero de Investigación e Ingeniero dedicado a la enseñanza.
Respecto al Ingeniero de Gestión indica: “Forma parte de un equipo en el que se encuentran los cuadros comerciales, economistas, financieros, estadísticos, psicólogos, etc. Participa de la gestión científica de los negocios, realiza estudios de mercado y puede acceder a los altos niveles de dirección de la empresa si además de su formación técnica posee una formación alta en administración”
En resumen, existen dos titulaciones con amplia tradición en España como son la Ingeniería Industrial (desde 1857) y la Ingeniería de Organización Industrial (desde 1964). El objetivo de ambas ha sido tradicionalmente la formación de profesionales de la gestión de empresas industriales o de procesos de contenido tecnológico con más énfasis en la formación científica y tecnológica en los ingenieros Industriales y con más énfasis en la formación en gestión en los ingenieros de Organización Industrial.

## Ingeniería de Organización Industrial y su entorno
La formación de los titulados de la ingeniería de Organización Industrial sí tiene modelos similares o equiparables en la Unión Europea y en Estados Unidos. 
El modelo de referencia básico del grado de Ingeniería de Organización, claro para esta titulación, es el Industrial Engineer estadounidense ofrecido por numerosas universidades del mayor prestigio y del que como muestra, se encuentra la titulación ofrecida por Penn State University, universidad en la que se creó dicha titulación en 1908.
En los restantes países de la Unión Europea, las titulaciones con contenidos académicos asimilables y con ejercicios profesionales afines, tienen las siguientes denominaciones: 
- En Estados Unidos se utiliza Industrial Engineering.
- En Reino Unido, Management Engineering (Ingeniería de Gestión), Manufacturing and Management Engineering, Technology Management
- En Alemania, Wirtschaftsingenieurwesen (Ingeniería en Economía)
- En Francia, Ingenieur du Génie Industriel.
- En Italia, Ingenieria Gestionale.
- En Bélgica, Handelsingenieur (Ingeniería Comercial).
- En Holanda, Technology Management.
- En Portugal, Engenharia e Gestão Industrial (Ingeniería y Gestión Industrial)

Podemos resumir esta diversidad en las siguientes tendencias: 
La denominación de “Ingeniero Industrial” que se imparte en las escuelas de ingenieros de Estados Unidos, Suecia, Portugal e Italia (como especialidad de la Ingeniería Mecánica). Es la denominación original, con un reparto equilibrado de contenidos entre ciencias de la ingeniería, tecnologías de fabricación y técnicas y sistemas de gestión. Con un claro énfasis estos últimos hacia las ciencias de la decisión (o métodos cuantitativos de gestión) y la gestión de la producción. 
La denominación de “Ingeniero de Gestión” que a pesar de la inclusión de la palabra ingeniero, se imparte de facultades de Ciencias Económicas o en escuelas de negocios en Alemania, Bélgica, Francia, Italia y Reino Unido. En estos estudios desaparecen casi por completo los contenidos de tipo tecnológico y se refuerzan los de economía (tanto política como de la empresa) y de gestión general de la empresa. 
Las denominaciones de “Ingeniero en Gestión de la Fabricación”, “Ingeniero en Gestión de las Operaciones y la Tecnología”, “Ingeniero de Producción”, en las Fachhochschules o Hogescholes de Alemania, Holanda y en los departamentos de Ingeniería Mecánica del Reino Unido. En ambos casos se trata de estudios universitarios tanto de grado (bachelor) como postgrado (master) pero de orientación profesional. Eso significa que se reducen fuertemente los contenidos científicos en favor de los tecnológicos y de las estancias en empresas industriales.

## Correspondencia MECES-3 y EFQ-7 del título de Ingeniería de Organización Industrial
El Consejo de Ministros de fecha 10 de julio de 2015 aprobó acuerdo por el que el título de ingeniero de Organización Industrial corresponde al NIVEL 3 del Marco Español de Cualificaciones para la Educación Superior (-MECES- R.D. 1027/2011, de 15 de julio) y al NIVEL 7 del Marco Europeo de Cualificaciones (-EFQ- R.D. 22/2015, de 23 de enero). Dicho acuerdo refleja la correspondencia del título de ingeniero de Organización Industrial con el nivel académico de máster para aquellas titulaciones de ingeniería de Organización Industrial anteriores a la llegada de las nuevas titulaciones adaptadas al Marco de Educación Superior Europeo, conocido vulgarmente como Plan Bolonia.
Literalmente el Suplemento Europeo al Título de Ingeniero de Organización Industrial dice en su punto 5.2: “Esta titulación capacita para desempeñar múltiples actividades relacionadas con la organización industrial; organización y gestión de la producción y de los recursos humanos, la logística y los sistemas de información, la planificación y el desarrollo de la innovación tecnológica, la estrategia y política industrial de la empresa; puede realizar estudios y proyectos de ingeniería y consultoría así como de gestión de calidad y de riesgos laborales. Puede desarrollar sus actividades tanto en la Administración y Organismos Públicos como en empresas privadas, así como en la docencia.”

## Título de grado en ingeniería de Organización Industrial
El título de «grado en Ingeniería de Organización Industrial» capacita al egresado para la gestión y dirección de empresas industriales y de servicios, así como de instituciones de distinta índole (tanto públicas como privadas; administración pública, universidad, empresas consultoras, etc.), en todas sus áreas funcionales: producción, logística, calidad, mantenimiento, compras, comercial, productos, procesos, costes, finanzas, medio ambiente, gestión de la innovación, gestión de proyectos, recursos humanos, prevención de riesgos laborales, responsabilidad social empresarial, etc.
El ingeniero de organización es el profesional idóneo para las empresas del sector industrial y de servicios que requieren directivos con una amplia formación técnica. Su formación dual, como técnico y como gestor, le permite tener una visión global de la empresa y su entorno.
Es de reseñar que la titulación de graduado en Ingeniería de Organización Industrial se ha convertido en titulación de referencia en las escuelas universitarias castrenses como son los centros universitarios de la Defensa ubicados en la Academia General Militar de Zaragoza (Ejército de Tierra) y en la Academia General Militar de San Javier (Ejército del Aire)
La Ley 39/2007 de 19 de noviembre, de la carrera militar, introduce la obligación de la formación universitaria de grado como parte de la formación del militar oficial de carrera. El Real Decreto 1723/2008 de 24 de octubre crea el sistema universitario de centros de la Defensa, entre los que se encuentran la Academia General Militar de Zaragoza y la Academia General Militar de San Javier. Por parte del Ministerio de Defensa Español se decidió que el título a impartir en dichos centros universitarios de la Defensa de Zaragoza y San Javier para los futuros oficiales del Ejército de Tierra y del Ejército del Aire fuera el grado de Ingeniería de Organización Industrial. Se refrenda así el carácter y la importancia de dicha titulación a nivel internacional, por ser la formación que en ellas se imparten (graduado en Ingeniería de Organización Industrial), la equivalente a la que se imparte en otros centros universitarios de la Defensa internacionales, facilitando de este modo la movilidad y reciprocidad de sus egresados en una carrera, la militar, con un alto carácter internacional.

## Dónde estudiar el grado y el máster de ingeniería de Organización Industrial en España
| Grado en Ingeniería de Organización Industrial | Grado en Ingeniería de Organización Industrial           | Grado en Ingeniería de Organización Industrial                                | Grado en Ingeniería de Organización Industrial |
|                                                | Universidad                                              | Centro                                                                        | Tipo de Univ/Centro                            |
| ---------------------------------------------- | -------------------------------------------------------- | ----------------------------------------------------------------------------- | ---------------------------------------------- |
| 1                                              | Universidad de Vigo                                      | Escuela Técnica Superior de Ingenieros Industriales (EEI)                     | Pública                                        |
| 2                                              | Universitat Politècnica de València                      | Escuela Técnica Superior de Ingenieros Industriales                           | Pública                                        |
| 3                                              | Universidad del País Vasco/Euskal Herriko Unibertsitatea | Escuela Técnica Superior de Ingeniería de Bilbao                              | Pública                                        |
| 4                                              | Universidad de Sevilla                                   | Escuela Técnica Superior de Ingeniería                                        | Pública                                        |
| 5                                              | Universidad Rey Juan Carlos                              | Escuela Superior de Ciencias Experimentales y Tecnología. Campus de Móstoles  | Pública                                        |
| 6                                              | Universidad Autónoma de Barcelona                        | Escuela Universitaria Salesiana de Sarrià                                     | Privada                                        |
| 7                                              | Universidad de Burgos                                    | Escuela Politécnica Superior                                                  | Pública                                        |
| 8                                              | Universidad de Jaén                                      | Escuela Politécnica Superior (Jaén)                                           | Pública                                        |
| 9                                              | Universidad de Las Palmas de Gran Canaria                | Escuela de Ingenierías Industriales y Civiles                                 | Pública                                        |
| 10                                             | Universidad de Málaga                                    | Escuela Técnica Superior de Ingeniería Industrial                             | Pública                                        |
| 11                                             | Universidad de Valladolid                                | Escuela de Ingenierías Industriales                                           | Pública                                        |
| 12                                             | Universidad de Zaragoza                                  | Escuela Universitaria Politécnica                                             | Pública                                        |
| 13                                             | Universidad Politécnica de Cartagena                     | Centro Universitario de la Defensa                                            | Pública                                        |
| 14                                             | Universidad Europea Miguel de Cervantes                  | Escuela Politécnica Superior                                                  | Privada                                        |
| 15                                             | Mondragón Unibertsitatea                                 | Escuela Politécnica Superior                                                  | Privada                                        |
| 16                                             | Universidad a Distancia de Madrid                        | Facultad de Enseñanza Técnica                                                 | Privada                                        |
| 17                                             | Universidad de Deusto                                    | Facultad de Ingeniería                                                        | Privada                                        |
| 18                                             | Universidad de Navarra                                   | Escuela Superior de Ingenieros                                                | Privada                                        |
| 19                                             | Universidad de Vich - Universidad Central de Cataluña    | Escuela Politécnica Superior                                                  | Privada                                        |
| 20                                             | Universidad de Zaragoza                                  | Centro Universitario de la Defensa                                            | Pública                                        |
| 21                                             | Universidad Europea de Madrid                            | Escuela Politécnica                                                           | Privada                                        |
| 22                                             | Universidad Internacional de La Rioja                    | Escuela de Ingeniería                                                         | Privada                                        |
| 23                                             | Universidad de Lérida                                    | Escuela de Ingeniería de Igualada                                             | Pública                                        |
| 24                                             | Universidad Politécnica de Madrid                        | Escuela Técnica Superior de Ingenieros Industriales                           | Pública                                        |
| 25                                             | Universidad Pontificia de Salamanca                      | Escuela Superior de Ingeniería y Arquitectura                                 | Privada                                        |
| 26                                             | Universidad Ramon Llull                                  | Escuela Universitaria de Ingeniería Técnica de Telecomunicación La Salle      | Privada                                        |
| 27                                             | Universidad Rey Juan Carlos                              | Escuela Superior de Ciencias Experimentales y Tecnología. Campus de Vicálvaro | Pública                                        |
| 28                                             | Universidad Loyola Andalucía                             | Escuela Superior de Ingeniería. Campus Palmas Altas (Sevilla)                 | Privada                                        |
| 29                                             | Universidad Europea del Atlántico                        | Escuela Politécnica Superior                                                  | Privada                                        |

| Máster en Ingeniería de Organización Industrial y otros relacionados | Máster en Ingeniería de Organización Industrial y otros relacionados | Máster en Ingeniería de Organización Industrial y otros relacionados        | Máster en Ingeniería de Organización Industrial y otros relacionados                                   | Máster en Ingeniería de Organización Industrial y otros relacionados |
|                                                                      | Universidad                                                          | Centro                                                                      | Título                                                                                                 | Tipo de Univ/Centro                                                  |
| -------------------------------------------------------------------- | -------------------------------------------------------------------- | --------------------------------------------------------------------------- | --- | -------------------------------------------------------------------- |
| 1                                                                    | Universidad Autónoma de Barcelona                                    | Escuela Universitaria Salesiana de Sarrià                                   | Máster Universitario en Dirección y Organización Industrial                                            | Pública                                                              |
| 2                                                                    | Universidad de Deusto                                                | Facultad de Ingeniería                                                      | Máster Universitario en Ingeniería en Organización Industrial                                          | Privada                                                              |
| 3                                                                    | Universidad de Murcia                                                | Facultad de Economía y Empresa                                              | Máster Universitario en Diseño y Organización Industrial para el Sector del Mueble y la Madera         | Pública                                                              |
| 4                                                                    | Universidad de Sevilla                                               | Escuela Técnica Superior de Ingeniería                                      | Máster Universitario en Organización Industrial y Gestión de Empresas                                  | Pública                                                              |
| 5                                                                    | Universidad del País Vasco/Euskal Herriko Unibertsitatea             | Escuela de Máster y Doctorado (MEDEA) de la UPV/EHU                         | Máster Universitario en Organización de la Producción y Gestión Industrial                             | Pública                                                              |
| 6                                                                    | Universidad Europea de Madrid                                        | Escuela Politécnica                                                         | Máster Universitario en Ingeniería en Organización Industrial                                          | Privada                                                              |
| 7                                                                    | Universidad Politécnica de Catalunya                                 | Escuela Técnica Superior de Ingenierías Industrial y Aeronáutica de Tarrasa | Máster Universitario en Ingeniería de Organización                                                     | Pública                                                              |
| 8                                                                    | Universidad Politécnica de Catalunya                                 | Escuela Técnica Superior de Ingeniería Industrial de Barcelona              | Máster Universitario en Ingeniería de Organización                                                     | Pública                                                              |
| 9                                                                    | Universidad Politécnica de Catalunya                                 | FPC Escuela de Estudios de Postgrado                                        | Máster Universitario en Organización e Ingeniería de la Producción y Dirección de Plantas Industriales | Pública                                                              |
| 10                                                                   | Universidad Politécnica de Madrid                                    | Escuela Técnica Superior de Ingenieros Industriales                         | Máster Universitario en Ingeniería de Organización                                                     | Pública                                                              |
| 11                                                                   | Universidad Rovira i Virgili                                         | Facultad de Economía y Empresa                                              | Máster Universitario en Organización Industrial                                                        | Pública                                                              |
| 12                                                                   | Universidad de Vigo                                                  | Escuela Superior de Ingenieros Industriales (EEI)                           | Máster Universitario en Organización Industrial                                                        | Pública                                                              |
| 13                                                                   | Universitat Politècnica de València                                  | Escuela Técnica Superior de Ingenieros Industriales                         | Máster Universitario en Ingeniería Avanzada de Producción, Logística y Cadena de Suministro            | Pública                                                              |
| 14                                                                   | Universitat Politècnica de Valencia                                  | Escuela Politécnica Superior de Alcoy                                       | Máster Universitario en Ingeniería de Organización y Logística                                         | Pública                                                              |
| 15                                                                   | Universidad Europea Miguel de Cervantes                              | Escuela Politécnica Superior                                                | Máster Universitario en Ingeniería de Organización y Logística                                         | Privada                                                              |

## Objetivos de la titulación
Uno de los objetivos del grado es proporcionar una amplia formación científica y tecnológica que, interrelacionando con los conocimientos propios de la disciplina, se integre y convierta en todo el conjunto de competencias y habilidades profesionales. Sus capacidades son especialmente adecuadas en actividades con un contenido relevante de proyectos y/o operaciones en que tecnología y organización deban interrelacionarse de modo eficaz y eficiente, así como en actividades que impliquen gestión de la tecnología o de la innovación tecnológica.
Existen algunas líneas de trabajo específicas para esta titulación que el Ingeniero de Organización puede desarrollar dentro de la empresa o asesorando a la misma como consultor:
- Dirección General de empresas, especialmente empresas industriales o de servicios con un contenido tecnológico relevante.
- Organización y Gestión de la Producción y las Operaciones.
- Organización y Gestión de Redes Logísticas.
- Gestión de Distribución Física (Almacenes y Transportes).
- Gestión de Compras y Aprovisionamientos.
- Gestión de Calidad, Seguridad y Medio Ambiente.
- Gestión de Tecnología y de Innovación Tecnológica.
- Gestión de Sistemas de Información.
- Gestión de la Organización.
- Gestión de Recursos Humanos.
- Gestión de Marketing y Comercial.
- Administración Pública, especialmente, en áreas de Promoción Industrial y Tecnológica, e I+D+I.

Cintando el punto 10.3 OBJETIVOS del CAPÍTULO V TÍTULO DE GRADO EN INGENIERO DE ORGANIZACIÓN INDUSTRIAL de la Agencia Nacional de Evaluación de la Calidad y Acreditación (ANECA):
La formación en Ingeniería de Organización tiene como objeto dotar a los recién titulados de los conocimientos, técnicas, habilidades y actitudes propios de la profesión, y se resumen en:
a) Formar profesionales capaces de concebir, organizar y administrar empresas de producción y servicios, así como otras instituciones en todas sus áreas funcionales y dimensiones: técnica, organizativa, financiera y humana, con una fuerte dimensión emprendedora y de innovación.
b) Facultar profesionales competentes para asesorar, proyectar, hacer funcionar, mantener y mejorar sistemas, estructuras, instalaciones, sistemas de producción, procesos, y dispositivos con finalidades prácticas, económicas y financieras.
c) Proporcionar una visión integral de la compañía tanto desde el punto de vista estratégico al operativo de la organización para toda la cadena de valor orientada hacia la calidad total.
d) Valorar la importancia de la gestión de la experiencia, el conocimiento y la tecnología como factores clave para la mejora de la competitividad en el entorno actual.
e) Capacitar profesionales para gestionar, evaluar y mejorar sistemas de información basados en tecnologías de la información y las telecomunicaciones.
f) La formación debe proporcionar bases sólidas en ciencias, tecnología, dirección de operaciones, producción y gestión de empresas.
g) Promover las capacidades y competencias dirigidas hacia la resolución de problemas, la iniciativa, la toma de decisiones, la creatividad, el análisis y el razonamiento crítico.
h) Capacitar al egresado en un conjunto de competencias sociales, interpersonales, emocionales y de trabajo en un entorno multidisciplinar e internacional.
i) Transmitir al egresado una actitud respetuosa con las personas, la seguridad en el trabajo, el entorno social y ambiental, basada en la cultura de la mejora continua, formación e innovación.
j) Habilitar al egresado de destrezas técnicas y de una sensibilización que le permita impulsar, organizar y llevar a cabo mejoras e innovaciones tanto en procesos, bienes y servicios.
k) Dotar a los egresados de una actitud pro-activa y emprendedora que les facilite expandir las empresas para las que trabajen con nuevas líneas de negocio o crear su propia empresa.
l) Dar las bases necesarias para el aprendizaje autónomo, o para cursar estudios de postgrado que le permitan profundizar y/o especializarse en diferentes campos de la ingeniería de organización.

## Ejemplos de Planes de Estudio del GRADO
Ejemplo distribución de asignaturas GRADO de IOI (Universidad de Jaén)
| Curso | Asignatura                               | Tipo | ECTS |
| ----- | ---------------------------------------- | ---- | ---- |
| 1.º   | Matemáticas I                            | T    | 6    |
| 1.º   | Matemáticas II                           | T    | 6    |
| 1.º   | Física I                                 | T    | 6    |
| 1.º   | Física II                                | T    | 6    |
| 1.º   | Fundamentos Químicos en la Ingeniería    | T    | 6    |
| 1.º   | Expresión Gráfica                        | T    | 6    |
| 1.º   | Informática                              | T    | 6    |
| 1.º   | Estadística                              | T    | 6    |
| 1.º   | Dibujo Industrial                        | B    | 6    |
| 1.º   | Administración de Empresas               | B    | 6    |
| 2.º   | Ampliación de Matemáticas                | T    | 6    |
| 2.º   | Ingeniería Térmica                       | T    | 6    |
| 2.º   | Electrotecnia                            | B    | 6    |
| 2.º   | Ciencia e Ingeniería de Materiales       | B    | 6    |
| 2.º   | Mecánica de Máquinas                     | B    | 6    |
| 2.º   | Automática Industrial                    | B    | 6    |
| 2.º   | Fundamentos de Electrónica               | B    | 6    |
| 2.º   | Ingeniería de Fabricación                | B    | 6    |
| 2.º   | Mecánica de Fluidos                      | B    | 6    |
| 3.º   | Marketing Industrial                     | B    | 6    |
| 3.º   | Gestión de Sistemas Productivos          | B    | 6    |
| 3.º   | Métodos Cuantitativos                    | B    | 6    |
| 3.º   | Organización del Trabajo y Factor Humano | B    | 6    |
| 3.º   | Fundamentos de Tecnología Medioambiental | B    | 6    |
| 3.º   | Gestión Financiera                       | B    | 6    |
| 3.º   | Complejos Industriales                   | B    | 6    |
| 3.º   | Gestión de la Calidad                    | B    | 6    |
| 3.º   | Tecnología Energética                    | B    | 6    |
| 3.º   | Tecnología Eléctrica                     | B    | 6    |
| 4.º   | Proyectos                                | B    | 6    |
| 4.º   | Política Industrial y Tecnológica        | B    | 6    |
| 4.º   | Organización de Empresas                 | B    | 6    |
| 4.º   | Estrategia y Política de la Empresa      | B    | 6    |
| 4.º   | Optativa – 1                             | O    | 6    |
| 4.º   | Optativa – 2                             | O    | 6    |
| 4.º   | Optativa – 3                             | O    | 6    |
| 4.º   | Optativa – 4                             | O    | 6    |
| 4.º   | Optativa – 5                             | O    | 6    |
| 4.º   | Trabajo de Fin de Grado                  | B    | 12   |

(T) Formación Básica
(B) Obligatorias
(O) Optativas

Ejemplo distribución de asignaturas GRADO de IOI (Universidad a Distancia de Madrid - UDIMA)
| Curso | Asignatura                                                  | Tipo | ECTS |
| ----- | ----------------------------------------------------------- | ---- | ---- |
| 1.º   | Expresión Gráfica                                           | T    | 6    |
| 1.º   | Fundamentos Matemáticos                                     | T    | 6    |
| 1.º   | Fundamentos Físicos                                         | T    | 6    |
| 1.º   | Fundamentos de Economía de la Empresa                       | T    | 6    |
| 1.º   | Tecnologías de la Información y de la Comunicación          | T    | 6    |
| 1.º   | Química                                                     | T    | 6    |
| 1.º   | Ampliación de Fundamentos Matemáticos                       | T    | 6    |
| 1.º   | Mecánica                                                    | T    | 6    |
| 1.º   | Microeconomía                                               | B    | 6    |
| 1.º   | Gestión de la Información y del Conocimiento                | B    | 6    |
| 2.º   | Fundamentos de Estadística                                  | T    | 6    |
| 2.º   | Matemática Discreta                                         | T    | 6    |
| 2.º   | Bases de Datos                                              | B    | 6    |
| 2.º   | Fundamentos de Electricidad y Electrónica                   | B    | 6    |
| 2.º   | Prevención de Riesgos Laborales                             | B    | 6    |
| 2.º   | Ingeniería de Materiales y Fabricación                      | B    | 6    |
| 2.º   | Sistemas de Gestión de Calidad                              | B    | 6    |
| 2.º   | Organización de la Producción                               | B    | 6    |
| 2.º   | Tecnología Mecánica                                         | B    | 6    |
| 2.º   | Fundamentos de Termodinámica y Mecánica de Fluidos          | B    | 6    |
| 3.º   | Automatización Industrial                                   | B    | 6    |
| 3.º   | Investigación Operativa                                     | B    | 6    |
| 3.º   | Oficina Técnica. Proyectos                                  | B    | 6    |
| 3.º   | Procesos e Ingeniería de Fabricación                        | B    | 6    |
| 3.º   | Tecnología Eléctrica                                        | B    | 6    |
| 3.º   | Tecnología Energética, Medio Ambiente y Energías Renovables | B    | 6    |
| 3.º   | Técnicas de Optimización de Sistemas Industriales           | B    | 6    |
| 3.º   | Filosofías y Metodologías Industriales                      | B    | 6    |
| 3.º   | Logística                                                   | B    | 6    |
| 3.º   | Sistemas Integrados de Información Industrial               | B    | 6    |
| 4.º   | Gestión de Proyectos en Ingeniería                          | B    | 6    |
| 4.º   | Organización de Empresas                                    | B    | 6    |
| 4.º   | Inglés                                                      | B    | 6    |
| 4.º   | Optativa – 1                                                | O    | 6    |
| 4.º   | Optativa – 2                                                | O    | 6    |
| 4.º   | Fundamentos de Contabilidad                                 | B    | 6    |
| 4.º   | Optativa – 3                                                | O    | 6    |
| 4.º   | Optativa – 4                                                | O    | 6    |
| 4.º   | Trabajo de fin de grado                                     | B    | 12   |

(T) Formación Básica
(B) Obligatorias
(O) Optativas
En otros países, la titulación de Ingeniero de Organización Industrial se denomina Ingeniería Industrial (en algunos países latinoamericanos y el mundo anglosajón), o Ingeniería logística.
Conforme a lo expuesto en las páginas 76 a 78 del mismo CAPÍTULO V TÍTULO DE GRADO EN INGENIERO DE ORGANIZACIÓN INDUSTRIAL de la Agencia Nacional de Evaluación de la Calidad y Acreditación (ANECA):
Un Ingeniero de Organización, debido a su formación multidisciplinar, puede ejercer su profesión en cualquier campo de la ingeniería industrial. (...)
El destino profesional de este titulado es el de técnico o directivo para empresas industriales y de construcción pero también para otro tipo de empresas de servicios con un contenido importante de proyectos y/o operaciones: transporte, distribución comercial, sanidad o administración pública. en general actividades donde existe un problema de Gestión de la Tecnología o de la Innovación Tecnológica.
Asimismo incluirían también funciones relacionadas con la Ingeniería y que la FEANI (Federación Europea de Asociaciones Nacionales de Ingeniería) define como:
“Ingeniero es el profesional que ha adquirido y es capaz de aplicar conocimientos técnicos y científicos, y además es competente para proyectar, hacer funcionar y mantener sistemas, estructuras., instalaciones, de producción, procesos, y dispositivos con finalidades prácticas y económicas”.
Lo anterior implica que un Ingeniero deba tener unos conocimientos científicos básicos, además de conocimientos en las siguientes áreas tecnológicas:
- Mecánica: Materiales, estructuras, procesos de construcción, elementos de máquinas, procesos de fabricación mecánica.
- Electricidad: teoría de circuitos, electrotécnica, producción y distribución de energía eléctrica, máquinas eléctricas.
- Electrónica: regulación y control de potencia o de comunicaciones.
- Automática: definir.
- Energética: falta definir.
- Química: química orgánica e inorgánica, procesos industriales, tecnología medioambiental.

La especificidad de este Titulado frente a Licenciados en Dirección y Administración de empresas está en su mayor conocimiento de:
- Tecnologías de fabricación.
- Organización y Gestión de la Producción.
- Sistemas de Información.
- Ciencias para la toma de decisiones: análisis de riesgos, modelado de sistemas.

(...)
La especificidad de este titulado frente a Ingenieros mecánicos – industriales está en su mayor conocimiento de:
- Organización y Gestión de la Producción
- Sistemas de Información
- Ciencias para la toma de decisiones: análisis de riesgos, modelado de sistemas

Y comparten con ellos conocimiento en tecnologías de fabricación.
Entenderemos por perfil profesional el conjunto de competencias y habilidades necesarias o útiles para el ejercicio profesional en un determinado ámbito. A continuación enumeran y describen los perfiles profesionales, asociado a cada uno de ellos sus actividades relacionadas con:
- La Dirección de Operaciones.
- La Gestión de Proyectos.
- La Administración y Dirección de Empresas.
- La Gestión de la Innovación.
- Consultoría y Gestión del Conocimiento.

## Antiguo plan de estudios
En España el plan de estudios aprobado por el Consejo de Universidades en 1998 (BOE 18 sep) de esta titulación de segundo ciclo constaba de las siguientes asignaturas:
- Troncales:
  - Dirección Comercial
  - Dirección Financiera
  - Diseño, Planificación y Logística
  - Métodos cuantitativos de Org.Ind.
  - Tecnología Química
  - Complejos industriales
  - Estadística Industrial
  - Automatización de proc.ind.
  - Tecnología Eléctrica
  - Tecnología Energética
  - Competitividad e Innovación
  - Estrategia y Políticas de empresa
  - Organización Trab. y Factor Humano
  - Proyectos Política Industrial y Tecnol.
  - Tecnología de Fabricación
- Optativas:
  - Técnicas de Control de Gestión
  - Entorno económico de la empresa
  - Métodos Cuantitativos de Decisión
  - Análisis de Mercado y Creac. empr.
  - Sistemas de información
  - Fiabilidad y Control de Calidad
  - Sistemas integrados de producción
  - Metodología e Historia de la Ing.
  - Gestión de Calidad
  - Métodos de Gestión combinatorios
  - Secuenciación
  - Gestión de la innovación
  - Organización de la producción
- Complementos de Formación:
  - Electrónica
  - Fundamentos De Informática
  - Ingeniería Ambiental
  - Métodos Estadísticos de Ingeniería
  - Química
  - Teoría De Circuitos
  - Teoría De Máquinas
  - Teoría De Sistemas
  - Termodinámica

Además de estas asignaturas, es necesario realizar otras asignaturas de libre configuración.
El acceso era viable, hasta la adaptación al nuevo EEES e implantación del grado de ingeniero de Organización Industrial y máster desde cualquier título de ingeniería técnica; diplomado en Máquinas Navales; arquitecto técnico; ingeniero de Telecomunicación (1.er ciclo); ingeniero en Informática (1.er ciclo); ingeniero de Caminos, Canales y Puertos (1.er ciclo); ingeniero de Minas (1.er ciclo); ingeniero Agrónomo (1.er ciclo); ingeniero de Montes (1.er ciclo); ingeniero Químico (1.er ciclo); ingeniero Naval y Oceánico (1.er ciclo); ingeniero Aeronáutico (1.er ciclo).

## Organizaciones Profesionales de la Ingeniería de Organización Industrial

### Asociación Profesional de Ingenieros de Organización Industrial de España (AingOI)
AingOI, la Asociación Profesional de Ingenieros de Organización Industrial de España, fue constituida por estudiantes y titulados en Ingeniería de Organización Industrial procedentes de toda España. Desde entonces son los interlocutores de los Ingenieros en Organización ante los distintos organismos y administraciones, cubriendo así una carencia existente. AingOI se constituyó el 12 de julio de 2003 en Madrid. A fecha de 22 de marzo de 2004 quedó inscrita en el Registro Nacional de Asociaciones con el número 171.730.

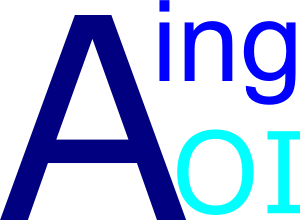
Asociación Profesional de Ingenieros de Organización Industrial de España

Aingoi ha colaborado en la redacción y ha sido la representante ante la ANECA de los informes que han permitido la correspondencia del título de Ingeniero de Organización Industrial al nivel NIVEL 3 del Marco Español de Cualificaciones para la Educación Superior (-MECES- R.D. 1027/2011, de 15 de julio) y al NIVEL 7 del Marco Europeo de Cualificaciones (-EFQ- R.D. 22/2015, de 23 de enero).
-CORRESPONDENCIA-

La Asociación Profesional de Ingenieros de Organización Industrial de España, tiene como fines determinados:
- Agrupar a los estudiantes, titulados y profesionales de la Ingeniería en Organización Industrial de España en todos sus niveles académicos, para la defensa de sus intereses profesionales.
- Ofrecer a sus asociados un amplio servicio de información y asistencia.
- Implicarse en el avance de la Ingeniería de Organización Industrial.
- Potenciar y divulgar la figura del Ingeniero de Organización Industrial.
- Promover las relaciones con otras entidades públicas o privadas, nacionales o internacionales, relacionadas con la Ingeniería de Organización Industrial, incluidas las Universidades.
- Llevar a término las acciones oportunas para obtener el pleno reconocimiento de las titulaciones de Ingeniero de Organización Industrial, en cualquiera de sus niveles académicos.
- Promover la libre competencia como motor para el desarrollo económico del Estado español.
- Alcanzar la igualdad de oportunidades con el resto de titulaciones de ingeniería en el ámbito industrial.
- Promover la creación de un Colegio Oficial de Ingenieros de Organización Industrial o su integración en los Colegios Profesionales del ámbito de la Ingeniería Industrial

AingOI agrupa a Ingenieros de Organización Industrial (segundo ciclo), Máster Ingeniero de Organización Industrial y Grado Ingeniero de Organización Industrial.

### Colegiación de Ingenieros de Organización Industrial
Colegios Oficiales de Peritos e Ingenieros Técnicos Industriales
Los graduados en ingeniería de Organización Industrial no se pueden colegiar en los colegios oficiales de ingenieros técnicos industriales, debido al contenido del Real Decreto 132/2018, que aprueba los estatutos de los Colegios Oficiales de Peritos e Ingenieros Técnicos Industriales. Además, existe un conflicto judicial iniciado por el Consejo superior de los Ingenieros Industriales que rechazan el cambio de denominación, habiendo elevado al Tribunal Supremo dicha confrontación. Actualmente se está a la espera de la resolución del conflicto judicial que podría limitar la colegiación de algunos graduados del ámbito industrial en estos colegios.
Colegios Oficiales de Ingenieros Industriales
El colegio/asociación de Ingenieros Industriales de Cataluña permite la colegiación de los Ingenieros en Organización Industrial. El Consejo Superior de la Ingeniería Industrial no ha aprobado la Colegiación.
Otros colegios de Ingenieros Industriales, como los Colegios de Madrid, Vizcaya, etc. también permiten la Adscripción de los Ingenieros de Organización Industrial.

## Asociaciones de la Ingeniería de Organización

### Asociación para el Desarrollo de la Ingeniería de Organización (ADINGOR)
La Asociación para el Desarrollo de la Ingeniería de Organización (ADINGOR) es una entidad sin ánimo de lucro entre cuyos fines figura contribuir al desarrollo de los conocimientos, teóricos y de aplicación práctica, propios del área de Ingeniería de Organización; así como favorecer intercambios y relaciones con otras organizaciones, nacionales o internacionales, que persigan fines análogos o complementarios a los de la Asociación.
ADINGOR fue constituida en 1999 por profesores de las Escuelas de Ingenieros de las Universidades de Bilbao, Burgos, Gijón, Leganés, Madrid, Sevilla, Tarrasa, Valencia, Valladolid y Vigo, como una entidad sin ánimo de lucro entre cuyos fines figura contribuir al desarrollo de los conocimientos, teóricos y de aplicación práctica, propios del área de Ingeniería de Organización; así como favorecer intercambios y relaciones con otras organizaciones, nacionales o internacionales, que persigan fines análogos o complementarios a los de la Asociación.
ADINGOR agrupa a los profesionales de la Gestión y de la I+D+i, tanto de las Empresas y Organizaciones como especialmente de las Universidades, que actúen en el ámbito de la Ingeniería de Organización, con visión, formación y conocimientos de Ingeniería, y que por ello, tengan presente en sus enfoques el papel de las distintas visiones (de gestión, socioeconómicas, de personal, tecnológicos, etc.) en el diseño y funcionamiento de los sistemas Empresa-Organizaciones.